# 高島弥之助
高島 弥之助（たかしま やのすけ、1873年（明治6年）12月24日 - 没年不明）は、大日本帝国陸軍軍人。最終階級は陸軍少将。

## 経歴・人物
鹿児島県出身。1897年（明治30年）陸軍士官学校第9期卒業。
1922年（大正11年）4月に陸軍歩兵大佐・関東軍司令部附、同年8月に歩兵第18連隊長を経て、1927年（昭和2年）3月に陸軍少将・歩兵第14旅団長に任官。その後、1928年（昭和3年）3月8日に待命、同月29日に予備役に編入した。
1947年（昭和22年）11月28日、公職追放仮指定を受けた。

## 栄典
勲章等
- 1940年（昭和15年）8月15日 - 紀元二千六百年祝典記念章[4]